# The Wild Hunt
The Wild Hunt är det andra studioalbumet av The Tallest Man on Earth, utgivet 2010. Skivan fick goda recensioner när den kom.

## Låtlista
1. "The Wild Hunt" - 3:22
2. "Burden of Tomorrow" - 3:34
3. "Troubles Will Be Gone" - 3:02
4. "You're Going Back" - 3:05
5. "The Drying of the Lawns" - 2:54
6. "King of Spain" - 3:26
7. "Love Is All" - 4:15
8. "Thousand Ways" - 2:53
9. "A Lion's Heart" - 3:15
10. "Kids on the Run" - 4:52

## Listplaceringar
| Lista (2010)  | Topplacering |
| ------------- | ------------ |
| Nederländerna | 82           |
| Sverige       | 38           |